# 八一桥 (桂林)
八一桥，始建于1968年，长21米，宽24米，跨越南溪河，为双向二车道，位于桂林市中山南路与崇信路交界处，是分流南北向交通量的主要通道。

## 扩建
因该桥双向二车道，桥面较窄，机非混行，高峰期交通拥堵，于2017年11月10日开工扩建。扩建后，桥长约50.2米，桥宽为50米。